# I Love You Always Forever
Pistes de Now in a Minute
Fool's Paradise
I Love You Always Forever est le single de l'auteur et chanteuse galloise Donna Lewis sorti le 26 octobre 1996 en France. C'est le premier single de l'album Now in a Minute, sa face B est la chanson Pink Chairs.
Le groupe Pop australien Betty Who reprend la chanson en 2016, leur version finira sixième des charts en Australie et trente-troisième en Nouvelle-Zélande.

## Support
- 45 Tours single

A. "I Love You Always Forever" - 3:59
B. "Pink Chairs" - 3:26
C. "Have You Ever Loved" - 3:31

## Positions dans lescharts
| Classement (1996)             | Meilleure position |
| ----------------------------- | ------------------ |
| Europe - Hot 100 Singles 1996 | 6                  |
| Canada                        | 3                  |
| Nouvelle-Zélande              | 9                  |
| Autriche                      | 3                  |
| Hongrie                       | 10                 |
| Danemark                      | 10                 |
| République tchèque            | 6                  |
| États-Unis                    | 2                  |
| Belgique                      | 10                 |
| Suède                         | 16                 |
| Australie                     | 2                  |
| France                        | 5                  |
| Pays-Bas                      | 25                 |
| Suisse                        | 6                  |
| Norvège                       | 3                  |
| Allemagne de l'Ouest          | 7                  |
| Islande                       | 28                 |
| Irlande                       | 3                  |
| Écosse                        | 5                  |
| Royaume-Uni                   | 5                  |